# Guilherme Koepp
 Guilherme Augusto Koepp  (São José, 20 de fevereiro de 1989) é um ex-voleibolista indoor brasileiro, que atuou na posição de Ponta, com marca de alcance de 305 cm no ataque e 325 cm no bloqueio;e servindo a Seleção Brasileira nas categorias de base,conquistou na categoria infanto-juvenil o título do Campeonato Sul-americano de 2006 na Argentina,disputando nesta categoria a edição do Campeonato Mundial de 2007 no México, assim como conquistou a medalha de prata no Campeonato Sul-Americano Juvenil de 2008 no Brasil e o ouro no Campeonato Mundial Juvenil de 2009 na Índia.Atualmente é treinador nas categorias de base nos Estados Unidos.

## Carreira
Nascido em São José, residiu na capital catarinense até os 7 anos de idade, quando migrou para Itapema e aos 14 anos de idade inicia na escolinha de vôlei orientado pelo professor Cristian, incentivado por colegas e por sua mãe, Ana Koepp que também o levava para testes na cidade  de Blumenau no Barão/Blumenau, neste conseguindo parte  de uma bolsa de estudos, sendo lançado no vôlei pelos técnicos André Donegá e o Arthur Novaes, atuando nas categorias de base.
Serviu a categoria de base da Seleção Brasileira em 2006 quando disputou o Campeonato Sul-Americano Infanto-Juvenil, realizado em Rosário, Argentina, e conquistou o ouro nesta edição e recebeu o prêmio de Melhor Sacador do campeonato.
Na temporada 2006-07 disputou as competições na categoria adulto pela equipe do Barão/Blumenau encerrando com o bronze no Campeonato Catarinense de 2006 e disputou sua primeira edição de Superliga Brasileira A encerrando na décima primeira colocação na Superliga Brasileira A 2006-07.
Em 2007 voltou a servir nas categorias de base da Seleção Brasileira, vestindo a camisa#8,disputou o Campeonato Mundial Infanto-Juvenil, este sediado nas cidades mexicanas de Tijuana e Mexicali, encerrando na sétima colocação,e figurou nas estatísticas da competição como sexagésimo Maior Pontuador, quadragésimo quarto Melhor Atacante e igualmente na quadragésima no posição entre os melhores bloqueadores e melhores sacadores, sendo a vigésima sétima posição entre os melhores defensores seu melhor desempenho individual nesta edição.
Defendeu as cores do Universo/Uptime na temporada 2007-08 e disputou a correspondente Superliga Brasileira A encerrando na oitava colocação.Em 2008 voltou a vestir a camisa da Seleção Brasileira na conquista do vice-campeonato sul-americano, categoria juvenil, sediado em Poços de Caldas, no Brasil.
Reforçou o Sada Cruzeiro na temporada 2008-09, quando disputou pelo mesmo clube na Superliga Brasileira A 2008-09 encerrando com o bronze nesta edição.Ainda em 2009  foi novamente convocado para Seleção Brasileira, categoria juvenil, para uma série de amistosos com a Seleção Argentina em preparação para o Campeonato Mundial Juvenil de Pune-Índia e vestindo a camisa#8 esteve na equipe que disputou e conquistou a medalha de ouro no referido mundial e ainda figurou como septuagésimo quarto entre os maiores pontuadores e sexagésimo segundo entre os  maiores bloqueadores.
Renovou com o Sada Cruzeiro para as competições de 2009-10 e obtendo o quarto lugar da Superliga Brasileira A 2009-10.Em 2010 migrou para os Estados Unidos, formando-se em 2013 no curso de Bacharelado em Administração de Negócios, Negócio Internacional , pela Universidade Batista da Califórnia, instituição pela qual integrou o elenco de voleibol da CBU Lancers, pela Associação de Voleibol da Califórnia do Sul,conquistando o título do Campeonato Nacional Universitário NAIA de 2011,  sendo o primeiro atleta na história chegar a marca de 400 pontos de ataques e excelência em 200 defesas na edição do ano de 2013,; desde 2012 atua como treinador das categorias de base , Sub-14 e Sub-16 do ProPlay Volleyball Club; também foi treinador na Gold Medal Squared, especializou-se em Soluções Ortopédicas.

## Títulos e resultados
- Campeonato Nacional Universitário NAIA:2011[31]
- Superliga Brasileira A:2009-10[30]
- Superliga Brasileira A:2008-09[22]
- Campeonato Catarinense:2006[6]

## Premiações individuais
- Melhor Sacador do Campeonato Sul-Americano Infanto-Juvenil de 2006 [5]